# Cerrejonemys
Cerrejonemys es un género extinto de tortuga de la familia de las Podocnemidae que existió en la actual Colombia durante principios del periodo Paleoceno, hace entre 60 a 58 millones de años. La única especie conocida hasta ahora es la especie tipo, Cerrejonemys wayuunaiki, (que se puede traducir como "tortuga del Cerrejón de los wayuú" denominada así por su hallazgo en la mina de carbón del Cerrejón en el departamento de La Guajira, en el norte de Colombia, que en el Paleoceno fue un área de selvas y pantanos tropicales, mientras que su nombre específico de wayuunaiki hace referencia al pueblo indígena wayúu, habitante de ese departamento. Esta tortuga, de cerca de 1 metro de longitud, coexistió con otros reptiles hallados en el área, el cocodrilo Cerrejonisuchus y la serpiente gigante Titanoboa.